# 最強銀河 究極ゼロ 〜バトルスピリッツ〜
『最強銀河 究極ゼロ 〜バトルスピリッツ〜』（さいきょうぎんが アルティメットゼロ バトルスピリッツ）は、2013年9月22日から2014年9月21日までメ〜テレ・テレビ朝日系列で、毎週日曜7:00 - 7:30（JST）に全49話が放送された日本のテレビアニメ作品。
本作品の名称は各社で若干の差異があるが、本項目では制作会社であるサンライズ公式サイトの記述に準じる。

## 概要
トレーディングカードゲーム『バトルスピリッツ』（以下“ バトスピ ”）を原作としたアニメシリーズの第6弾。本作品では物語の舞台を宇宙に設定し、SF色の強い作風になっている。また、タイトルロゴは従来作品よりも「バトルスピリッツ」の文字が若干小さめになっており、やや独立色が強めになっている。設定量が多いことも特徴。
スタッフはキャラクターデザイナーに『バトルスピリッツ ブレイヴ』以来となる石川てつやを起用。その他は概ね前作同様の布陣である。また、主要キャスト陣のうち数人は前作『バトルスピリッツ ソードアイズ』から配役を変更の上で引き続き出演するほか、携帯ゲームを含めた歴代バトスピ出演経験者も何人か参加している。
バトルシーンも一新されており、「バトルスピリッツ 少年激覇ダン」からの伝統だったステップ宣言が廃され、ルールは分かりにくくなっている（特徴的な効果の場合は当初はキャラクターのコーナーによる説明がされていた）が、後にある程度は説明されるようになった。その一方、前作同様プレイヤーもフィールドを動き回る、コミカルになっている等雰囲気やCGバトルを重視したものになっている。ネクサスのCGが簡略化されてイラストになっているのも特徴。話のテンポ上、クライマックスのみ描写されることも珍しくなく、一話で2人以上バトルすることもある。
アイキャッチにはシャッフルされた3枚の中から1枚だけムゲンのカードを見つけるゲーム要素が加わっている。CMが終わると、ムゲンが「俺はここだぜ！」と言って正解の位置を視聴者に見せ、最後にカードから元の姿へと戻る。
本編終了後、「まだまだ続くよ」と題して、石川てつやによるイラストが表示され、没イラストの一部もツイッターで公開されている。番組ラストには「今週の一番星」と題して、カードが紹介される。
放送開始前週である2013年9月15日には、事前特番『究極ゼロだ!直前SP ごちそう冒険ツアーズ!』が放送された。また制作局のメ〜テレで2013年10月19日より始まったバラエティ番組『アタックしますけど何か?』では、台湾出身のアイドルユニット「ウェザーガールズ」とコラボレーションしたミニアニメを放送している。
前作同様、文字多重放送にも関わらず、その中の字幕では一番星のレイの台詞は黄色だが、放送当時、水色で表記される登場人物は毎回異なっていた。
本作品の完結をもって、メ〜テレを制作局としたテレビ朝日系列におけるバトルスピリッツのアニメシリーズの放送も終了。その後放送局をテレビ東京系列に変更した『バトルスピリッツ 烈火魂<バーニングソウル>』が2015年4月に放送開始されるまで、アニメシリーズはおよそ半年余りの休止期間に入ることとなった。
2014年8月1日にDVDボックス化計画がスタート。前作と同様、受注が一定以上に達したら発売が決定される形式で開始、同年10月に無事発売が決定し、翌2015年3月より予約者へ発送が開始された。
2021年9月29日から2022年9月7日まで、YouTube「BN Pictures チャンネル」にて毎週1話ずつの全話無料配信を実施。

## あらすじ
人間たちや宇宙人たちが広大な銀河の海を駆け巡る時代。今、一人の少年と一匹のドラゴンがスペースシップ“ 一番星号 ”で星の世界に果て無き冒険の旅に出発しようとしていた。
少年の名はレイ。ちびドラゴンの名はムゲン。彼らは銀河のあちこちにあるお宝バトルスピリッツをゲットするカードクエスターと呼ばれる、駈け出しの冒険者である。
レイとムゲンの目的は“究極のバトスピ”を手に入れること。“究極のバトスピ”はどこにあるのか、どんなバトスピなのか誰にも分からない。だがレイとムゲンは持ち前の楽天さとバトスピバトルの強さを武器として、他のクエスターたちと時に敵対し時に“マジダチ”となり、“究極のバトスピ”へ向かって突き進む。

## 登場人物

### 一番星号
一番星のレイが乗る船。黄色い星型が特徴でモチーフは銀河系。船の出力はセットしたデッキによって左右され、アルティメットが減ると出力が下がる。
一番星のレイ
声 - 中村悠一
所有アルティメット：アルティメット・ジークフリード、アルティメット・オーディーン（一度キリガへ譲渡するも返還される）、アルティメット・ジークフリーデン、アルティメット・キングタウロス、アルティメット・ベルゼビート、アルティメット・アレクサンダー（後にキリガへ譲渡）、アルティメット・ジークヴルム・ノヴァ、アルティメット・リーン、アルティメット・ムゲンドラゴン
本作品の主人公。「究極のバトルスピリッツ」を求め、ムゲン達とともに流星型宇宙船「一番星号」に乗って宇宙を駆け巡る。バトルの際は様々な色のデッキを使い、属性の色に即したフォームへと変身し性格も変化する。本人の性格はさわやかで、悔しさや悲しさがあるとコーラをボトルごとラッパ飲みし気持ちを切り替える他、自分が死ぬと分かったらそれを潔く受け入れる器の広さを持つ。一人称は「俺」。仲間や自分のカードのことを「マジダチ」と呼び大事にしている（この点はいずれのゼロでも変わらない）。銀河第一階層では謎のアルティメット使いとして名を馳せているが積極的に公言はしていない。二つ名の通り「一番」であることにこだわりを持ち、その言葉を聞くと黙っていられない。好物はアイス大盛りのスターダストコーラとピザ（製作段階ではファストフードなど様々な料理が検討されたが、タイアップが取れそうだったなどの理由でピザとなった）。お化けが大の苦手で、本人曰く「形がない」から。体内にはアルティメットの象徴である「究極シンボル」があるが詳細は不明。
かつてトレジャー号でキリガとミロクと共に冒険し、冒険の中で「アルティメット・ジークフリード」「アルティメット・オーディーン」を入手した。しかし、何かに憑依されたミロクに記憶を奪われてネイクスの毒に侵されたため、血清のある宇宙保健機関にキリガによって預けられ、以後単独で行動していた。そしてソルト、ムゲンと出会い、今に至る。
異次元からの裏12宮ブレイヴの使い手の出現に伴い、究極三龍神の一柱「アルティメット・ジークヴルム・ノヴァ」に選ばれた。そして同じく三龍神の使い手となったキリガ・エリスとトレジャー号で合流。トレジャー号にて過去の記憶を持つ自身とのバトルに勝利し、記憶を取り戻した。
ネイクスとの最終決戦では、キリガ・エリスから託されたカードを使い、勝利。究極のバトスピを使って死したキリガを蘇らせた後。後に「究極のバトスピ・ネオ」の出現を聞き、ライラ・リクト達と共に冒険の旅に出た。
髪の色合いは戦部ワタルがモチーフ。
バトルの際は性格が変化するが、これは変身にカードの力を用い、レイはその影響を受けやすいため。性格こそ変わるが、本質的な人格は変わらない。
灼熱のゼロ
赤デッキを使う時のレイの姿。熱血で口調も荒く、バトルを「祭り」と表現する。「宇宙で一番熱い男」を自称する。切り札は「アルティメット・ジークフリード」（以降「アルティメット」の表記をUとする）と「U・ジークフリーデン」、「U・ジークヴルム・ノヴァ」「U・ムゲンドラゴン」。髪と衣装の色は赤系。
勝利時の台詞は「真っ赤に燃えろ一番星! 俺より強い奴はいねえ!」。
白銀のゼロ
白デッキを使う時のレイの姿。軍人のような冷静沈着かつ格式ばった口調で、自分のスピリットやアルティメット達を「我が軍」と呼び敬愛している。一人称は「我（われ）」。「宇宙で一番気高き男」を自称する。本編では本来のレイに先行して、最初に登場した形態でもある。切り札は「U・オーディーン」と「U・ジークフリーデン」。髪と衣装の色は銀系。
勝利時の台詞は「白く輝け一番星! 轟け勝利の凱歌!」。
疾風のゼロ
緑デッキを使う時のレイの姿。第10話より登場。さわやかかつ軽快な性格で、風に関する言葉や「ビューン！」といった擬音語を多用し、元々のレイの性格に比較的近い。虫を基調としたデザインで、飛行が可能。切り札は「U・キングタウロス」髪と衣装の色は緑系。
勝利時の台詞は「順風満帆、追い風だ!」。
紫電のゼロ
紫デッキを使う時のレイの姿。第17話より登場。イメージは「探偵執事」で、紳士的な性格で優雅にふるまうが、言葉の端々からどことなくドSっぽい雰囲気が漂う。一人称は「私（わたくし）」。切り札は「U・ベルゼビート」。変身の際は眼鏡をつけるがバトルの際は外す（当初の設定の名残）。この眼鏡のシーンは作画監督の希望により後期OPのワンシーンに採用されたり、48話で登場した際は眼鏡をかけていた。紅茶を嗜む。髪と衣装の色は紫系。
勝利時の台詞は「ではまた、ステキな地獄でお会いしましょう」。
紺碧のゼロ
青デッキを使う時のレイの姿。第22話より登場。重々しくも荒々しい武人のような性格。レイや他形態のゼロと異なるドスの効いた低い声で話す。尊大な態度をとることが多く、一人称は「俺様」。切り札は「U・アレクサンダー」であったが、記憶を取り戻したキリガへ譲渡する。髪と衣装の色は青系。
勝利時の台詞は「前途洋々、我が行く手に敵はなし!」。
閃光のゼロ
黄デッキを使う時のレイの姿。第30話より登場。軽いテンションのアイドル系でよく脱ぎ、常にカメラ目線。一人称は「ボク」。切り札は「U・リーン」。浮遊台はUFOで、「1カメ君」「2カメ君」「3カメ君」という3体のカメラ型ロボットがベストアングルを探して周囲を飛び回っている。肌色は褐色で、髪と衣装の色は金系。
バトルスピリッツ 少年激覇ダンに登場したクラッキー・レイのイメージが取り入れられている。
勝利時の台詞は「閃光のゼロでーす!」。
過去のレイ
ミロクによって記憶を失う前のレイ。切り札は「アルティメット・ジークフリード」「アルティメット・オーディーン」。デザインのモチーフは「ハーロック」がモチーフ。バトルの際は現在のレイの様に性格は変化せず、「一番星」を名乗る(バトルフォームのデザインはシリーズの主人公のものを元にしている。性格は少々粗野で荒々しいが、「一番」にこだわる所は今のレイと同じである。
トレジャー号にレイのデッキをセットした際現れたレイの記憶結晶から出現。過去の記憶を取り戻すことに興味を持たない現在のレイに怒り、お互いの存在をかけてバトルを行う。最終的に敗北するも現在のレイと一体化した。
究極のゼロ
レイがキリガとエリスから託された究極シンボルを取り込んで変身した姿。性格は普段のレイと同じ。

ムゲン
声 - 井口裕香
レイの相棒である赤いちびドラゴン。首に白い布を巻いている。レイの行動についついツッコミを入れずにはいられない。長い耳（本物の耳は頭にある）のようなものを羽ばたかせて浮遊している。オナラをすることがあり、三羽がらすを吹き飛ばす威力を持つオナラ攻撃をしたり、臭いが変わっていたり、バトル中でもオナラをしたりしている。タバスコは苦手。マジカルスター咲の大ファンであり、「マジカルたん」と呼んでいる。
彼の故郷は「ドラゴンの星」という惑星。この惑星に住むドラゴンたちはカードに変身することが出来、人間に仕えることが夢としていたが、幼少時に引っ込み思案な自分を引っ張ってくれた☆ドラが人間に引き取られたことにショックを受けたムゲンはそれを気にいらず、グレてしまった（これらの経緯は第3エンディングで映像化されている）。ある夜に暴走していた時に落とし穴に落ちてしまうが、レイとソルトに助けられる。レイから「宇宙で一番赤いドラゴン」と称賛され、ムゲンはレイのことが忘れられず、レイについていくことになった。
バトルでは「ムゲンドラ」というカードに変身し共に戦っているが、レイが「U・キングタウロス」を入手してからは「ムゲンドラゴン」、更に「U・ジークブルム・ノヴァ」の入手後は「ムゲンドラゴン・ノヴァ」へ進化するようになった。レイからアルティメットのパワーを注ぎ込まれたことで究極シンボルを宿し、ジャスティスカップの最中に「アルティメット・ムゲンドラゴン」へと進化した。
ライラ・エイプリル
声 - 伊瀬茉莉也
リクトの姉。ペンタン好きのペンタンデッキの使い手であるカードクエスター。子供体型。実力は銀河三羽がらすには劣り、その後のバトルでも効果については弟に説明してもらうことが多い。デッキの構築度に関してはゲートステーションでの審査で「問題外」だったが、レイとの特訓の末、自分の好きな「ペンタン」を軸としたデッキを作ることで実力も上がった。
「ライラのルール」なる彼女独自の行動規範を持つ。綺麗好きであり、汚物部屋と化していた一番星号のキャビンを綺麗に清掃。料理も得意であり、ピザに辟易してソルトにピザ以外の料理を教えようとするも、上手くいかず諦めた。ただし本人が料理をする場合、時折こだわりが強すぎて作るのに時間がかかってしまうこともあるのが難点。
初期設定では謎の女宇宙海賊であり、レイの行く先々で彼を邪魔するキャラクターだった。しかし、宇宙海賊はエリスとなり、邪魔する役は三羽烏役となり、更にライラがアルティメットを手に入れる話も三龍神登場により無くなるという大きな変遷があった。
バトルフォームは1話時点では正面しかデザインされていなかった。また、露出度があがった新衣装案もあったが没になった。
リクト・エイプリル
声 - 釘宮理恵
所有Xレア：獅機龍神ストライクヴルム・レオ、騎士の覇王ソーディアス・アーサー、光輝龍皇シャイニング・ドラゴン・アーク、太陽神龍ライジング・アポロドラゴン
新米カードバトラーの少年でライラの実弟。栗色の髪とアホ毛、かぶれない宇宙絆創膏を右頬につけているのが特徴。祖父のデイビットは偉大なカードクエスターであり、彼が遺した「宇宙コンパス」が宝物。「究極のバトルスピリッツ」を求めるレイと出会い、姉と共に彼と行動を共にすることとなる。カードコレクターでもあり様々なXレアカードを所持する。
バトル中にライラに対して「リクト先生のバトスピ講座」と題して解説することもある。デッキの構築度に関してはゲートステーションでの審査によると「そこそこ」だったが、ライラとのバトルではXレアだらけのシナジー皆無なデッキを使用する。
初期案では長髪だった。
ソルト
声 - 福山潤
所有Xレア：鉄の覇王サイゴード・ゴレム
レイが所有する（ピザ専用）クッキングロボ。普段は一番星号でピザをつくるが、それしか作れず(背中にはピザ焼き機がついている)、ライラがどんな簡単な料理を教えても次の瞬間にはそれをピザにしてしまう。親父ギャグが多い。バラバラになっても胸のボタンを押すことで元の姿に戻る。
元々はCOWCOW号の料理ロボットだったがピザを極めるべく料理修行に出た。豪華客船に乗るほどとなるが、セレブ達に彼のピザは相手にされず自ら下船。落ちぶれてスクラップになりかけた所を、行き倒れていたレイのためにピザをつくったことがきっかけとなり彼と行動を共にするようになった。ムゲンと同様にマジカルのファン。
デザインモチーフは東映不思議コメディーシリーズに登場した着ぐるみのロボット。

### ギルド
ミロク
声 - 下野紘
ギルドのボス。仮面をつけた男であり、その正体は誰も知らず普段はモニターから指示を出している。キリガとレイの記憶喪失の元凶で、その過去に深く関わりがある。ツアーコンダクター「U・コリン」としてレイと接触して彼とキリガがバトルするよう導き、第二階層でキリガから手に入れた「裏銀河文書」を使って蟹座のルキノスを呼び出したりするなど、物語の裏で「究極のバトスピ」を求め暗躍している。自室には12宮Xレアをかざっている。自身の宇宙船は黒い板のようなもの。年齢は10歳程度。
実力はレイたちアルティメット使いをも凌駕する最強レベルのバトラーであり、バトルの際には自らを“ 全知全能のミロク ”と称し、仮面を外し少年の風貌に6色のオッドアイを妖しく光らせる。
かつてはレイ・キリガに憧れて二人に弟子入り志願して弟分となった少年であり、彼らと共にトレジャー号で旅をしていた。しかしアルティメットを手に入れて強くなっていく二人に劣等感を覚え、強くなろうと一度二人から離れてしまう。しかし強くなれずにもがき苦しんだところを封印されていたネイクスに誘惑され、彼に洗脳されて力の一端を手にする。再びレイとキリガの元に戻ってきたミロクは二人の記憶を奪い、ギルドのボスとなった。
宇宙コンパスを手に入れたことに伴い、ギルド解散を宣言、蟹座のルキノスを捕食してそのデッキを手に入れ、更に宇宙コンパスをデネボラを通じてキリガ達に返還した後、彼女をも捕食し、二人の裏十二宮の力を手に入れた。そして惑星キサラームにて、ギルドで手に入れた大量のカードを使ってネイクスの封印を解く。しかし究極宮ボイドにて究極のバトスピを手に入れたネイクスに用済みとして裏切られ、彼に吸収されてしまった。
最終的に三羽烏に救出され、自分の力で自分の夢をもって強くなることを決意。レイに怒られたことで、三羽烏と共に迷惑をかけた宇宙の人々に謝る旅に赴いている。
流れ星のキリガ
声 - 諏訪部順一
所有アルティメット：アルティメット・キャッスルゴレム、アルティメット・オーディーン（レイより譲渡。後に返還）、アルティメット・グラン・ウォーデン、アルティメット・サジット・アポロドラゴン、アルティメット・ドライアン
本名キリガ・ザ・シューティングスター。カードクエスターの大集団“ギルド”に所属していたバトラーの青年（年齢は15～17歳）。ギルド最強の呼び声も高く、冷静な性格ながらも正義感は強く不正を許さず、一般人からの評判も良い。レイ同様、体内には究極シンボルがあるが、自身の記憶の大部分をミロクに掌握されており、過去は不明。そのためギルド脱退以前はミロクに逆らうことが出来ず、当時は彼の指令によりギルドの障害となる連中を狩っていた。彼の過去を知るファーリーによれば、かつては彼女の父と友人であり、とある2人と共に旅をしていたらしい。
ミロクの命令に従うままのバトルばかりする日々を送り、バトルを「仕事」と割り切り仕事の合間にカードの名を冠したカクテルを飲むことを楽しみとする虚しい日々を過ごしていた。しかし疾風のゼロに敗北したことでバトルへの興奮を取り戻す。敗北後、バトルを渇望するようになり、ミロクの命によりサルガッソー宙域へと赴き、「U・グラン・ウォーデン」に認められてその主となり、白のデッキでゼロとバトル。勝利し、銀河バトスピ法により「U・オーディーン」を得た。基本的にミロクの命令に従う日々を送っているが、自身の過去を知るファーリーの所属するアマテラス学園を個人的に支援しているほか、彼女の前では穏やかな表情を見せるなど、単なる戦闘狂ではない。
異次元の侵略者の出現に伴い、究極三龍神の使い手の一人に選ばれ、六色星雲でその一柱である「U・サジット・アポロドラゴン」に出会い、使い手として認められる。その後、ルキノスとのバトルの中で、自身がレイともう一人と仲間だったことを断片的ながらも思い出した。ルキノスに勝利すると自分で記憶を取り戻すという決意のもと、ギルドから脱退。その後、再会したファーリーとサマンサを連れ、スイスイ彗星で宇宙船トレジャー号の封印を解き、同時に記憶を取り戻した。その後は気分が乗ると川柳を読んだり、レイとどちらが一番になるかで少しムキになるなど以前よりフランクで熱い性格となった。川柳自体はイアンとファーリー以外には呆れられる部分でもある。
レイと旅する前はダルファの元でバトスピに励んでいたこともあった。ダルファの娘であるファーリーのことを大切に思っており、冒険を終えた後は彼女をディナーとバトスピに誘っている。
「勝負は最後まで何が起こるかわからない」という信念を持つ。バトルスタイルは序盤は動かず、中盤から猛反撃するスタイルを取る。逆に赤デッキでは序盤から攻撃中心。
宇宙船「流星号」で宇宙を駆け抜ける。宇宙船操縦技術はかつてコンテストで優勝したこともあるほどの腕前。宇宙船トレジャー号を取り戻してからは、流星号をトレジャー号に収容し、第四階層までトレジャー号で旅をした。
初期設定では服は青色、肌の色はレイと同じだったが、地味だったため今の色となった。また、彼が黄色を使う案もあった。川柳を歌うのも途中から加えられた設定である。
イアン
声 - 白石涼子
キリガの相棒である水色のちびドラゴン。キリガの執事を自認している。一人称は「わたくし」。ムゲンとは犬猿の仲。2本の尻尾を振って浮遊している。ムゲン同様、オナラ攻撃をする。性格はムゲンに比べ多少理知的。
キリガがバトルを行う際にはムゲン同様、「ドライアン」というカードに変身するが、キリガが「U・グラン・ウォーデン」を入手してからは「スタードライアン」、「U・サジット・アポロドラゴン」を手にした後は「メテオドライアン」、デネボラとの戦いでは「U・ドライアン」へ進化した。
ハンソ郎
声 - 喜山茂雄
所有Xレア：幻羅星龍ガイ・アスラ、アルティメット・ガイ・アスラ
ギルドの実力者であり、離反者のバジーラを粛清する力量を持つ。三羽がらすからは「ハンソ郎先生」と呼ばれている。多くのカードクエスター達で荒れている宇宙を、ギルドの力によって統制し平和をもたらすという夢を持っていた。
ミロクの命により、第三ゲート前でレイとバトルするも敗北。その際、彼の熱さに魅せられており、レイからも仲間にならないかと誘われたが、一応断った。ギルドを抜けたキリガを追って彼とバトルした後、彼を「マジダチ」と呼び、自分がギルドを変えてみせるという決意を見せている。そしてジャスティスカップの最中、ミロクがギルド本部を離れたすきを突き、裏銀河文書を奪って逃走。しかしミロクには叛意を見抜かれており、彼との勝負に敗北、記憶を含めた全てを奪われた。その後レイたちによって救出され、自分の力で記憶を取り戻す事を決意してファーリー・サマンサを学園に送り届けるためにレイたちの元を去った。そして彷徨っていた所をバジーラに助けられ、彼と共に「銀河八将」のメンバーとなり、ネイクスの影響で崩壊していく宇宙で人々の救出を手伝った。
レイとネイクスの最終決戦後は記憶を取り戻し、彼の理想を目指して新生ギルドを率いている。傍らにはバジーラと友情の証として交換した「U・デスペラード」を置いている。

#### 銀河三羽がらす
髑髏型の宇宙船「カラス丸」に乗る。当初は少し強い程度の並のカードバトラーだったが、レイにバトルを挑み続ける中で実力をつけ、ジャスティスカップでは上位に勝ち残るほどの実力を見せた。モチーフはお笑い芸人からきている。最終決戦で、自分たちがミロクに見守られていたことに気づき彼を救出。その後はミロクと共に宇宙謝りの旅に同行している。
流しのワタリ
声 - 山口勝平
白を中心とした【バースト】デッキの使い手。リクトから奪った宇宙コンパスをかけた戦いでレイに敗北し、ミロクにその危険性を報告した。その後はツルハシ、ハシブトと共にレイを倒して宇宙コンパスを得ようと画策している。ウクレレを嗜み、「～ですから、無念」と時々お笑い芸人のようになることもある。ムゲンと同様にマジカルのファン。
惑星カニメデでは「氷の覇王ミブロック・バラガン」を主軸とした【バースト】デッキで紺碧のゼロを追いつめるが、手札切れで敗北した。
「ジャスティスカップ」では新たなカード「ノイジーレイヴン」を手に入れ、マジカルスター咲と対戦するが、敗北。
目覚めのツルハシ
声 - 宮野真守
【覚醒】デッキの使い手。常にラップっぽく喋る。本来そこそこのイケメンだが、三羽ガラスのキャラクターバランスのためにあえて素顔を隠している。ゴーグルを外すとキャラ付けをやめて、イケメンな声で喋る。
惑星カニメデではハンソ郎からもらった「スレイヴ・ガイアスラ」を主軸として灼熱のゼロを追い込むも、「U・ジークヴルム・ノヴァ」に敗北した。
「ジャスティスカップ」ではハシブトと当たり、新カード「ケープロッカー」を使うとともにゴーグルを取り自分のキャラを捨てて本気でバトルするが敗北。
怒りのハシブト
声 - 乃村健次
所有Xレア：魔界七将ベルゼビート、呪の覇王カオティック・セイメイ
紫の【呪撃】デッキの使い手。大柄なオカマで、そのことを気にしている。
惑星カニメデでは「呪の覇王カオティック・セイメイ」を主軸とし、「呪滅撃のハジブト」となって紫電のゼロをバトルしたがコアシュート能力で【呪滅撃】を無力化されて敗北した。
「ジャスティスカップ」では決勝戦に進出。ワタリ、ツルハシから受け取ったカードと新たに入手した「ジャングルクロウデーモン」を使い灼熱のゼロと対戦したが後一歩のところで敗北した。

#### 異次元の侵略者
蟹座のルキノス
声 - 高戸靖広
所有Xレア：巨蟹星鎧ブレイヴキャンサー
ミロクが裏銀河文書を使って呼び出した光球を蟹の人形に宿した存在。レイの事を知っている。好物はカニ。バトル中に相手が苦戦している所を見るのが好きなサディスト。アルティメット使いをバトルで打ち負かすのを楽しみとしている。
異次元からの侵略者であり、第三階層へのゲートを破壊した。ミロクとは旧知の仲であり、彼と共に人形の姿で記憶を失う前のレイとキリガの前に姿を現している。一度はキリガとエリスを立て続けに倒すものの、キリガとエリス、三龍神の前に再戦では敗北。デネボラが計画した「ジャスティスカップ」でギルド側の出場者の1人として参戦するが一般人であるマジカルスター咲に敗北。デネボラからは「負け癖がついている」と指摘され、ミロクからも「賞味期限切れ」と酷評されている。そしてギルド解散を宣言したミロクに吸収され、デッキを奪われてしまった。
ネイクスがゼロに敗れた後はデネボラと共に解放され、デネボラやネイクスと共に異次元に帰還した。
シナリオ段階ではバトルスピリッツ ブレイヴの獄将デュックがモチーフとなっていた。
獅子座のデネボラ
声 - 甲斐田裕子
所有Xレア：獅子星鎧レオブレイヴ
本名「デネボラ・レグルス・レ・オーン」。敗北続きのルキノスに変わり、ミロクが呼び出した異次元の侵略者の一人。舞台俳優の衣装を着た女性の姿をしている。舞台用語を多用し、スターを自称する自信家であり正々堂々としたカードバトラーでもある。「人生はショー」を持論としており、「ショーには本物のスターが必要であり、それが自分である」と自負している。「ショー・マスト・ゴー・オン」が口癖。胸はない。彼女の船はライオンと天球儀をモチーフとしている。
レイを狙って一番星号に殴り込みをかけるが、彼が不在だと分かるとソルトとバトル。勝利し、宇宙コンパスを奪取。キリガを次の標的と見定める。更に奪った宇宙コンパスを有効的に利用するためジャスティス立花を唆して「ジャスティスカップ」を企画する。そして決勝に勝利したレイに宇宙コンパスをかけたバトルを挑み、第四階層へと続くゲートに手下のロボット、アルタ（声 - 藤巻大悟）とベガ（声 - 志賀克也）を配置させ、キリガやエリス一行の歩みを阻んだ。レイと互角のバトルを繰り広げるが惜しくも敗れ去った。
ミロクによるギルド解散後はとりあえずミロクに従ったが、裏蛇遣い座を恐れて宇宙コンパスを盗んでキリガと対決。いつのまにかキリガに一目惚れしていたようで、ファーリーを恋のライバルとして招き彼に求婚、キリガに共にミロクから逃げることを提案したが、戦いを選んだ彼には拒絶された。敗北後、彼にファーリーはいつまでも少女ではないと忠告し、宇宙コンパスを手渡した。その後ミロクの元に戻るが、彼女の行動は読まれており、用済みとして吸収された。
ネイクスがゼロに敗れた後はルキノスと共に解放される。かつて追放されたネイクスを誘い、共に異次元に帰還した。
デザインは三羽烏のワタリの没デザインからきている。
邪界転生のネイクス
声 - 森川智之
所有Xレア：蛇帝星鎧ブレイヴピオーズ
ミロクに憑依していたものの正体。裏蛇つかい座の化身。かつて生と死の境を乱して異次元世界を恐怖に陥れた存在として裏12宮を追われ、惑星キサラームに封印されていた者。
封印されていた所を精神体となって、強さを欲していたミロクに近づき、彼に力を与えた。そしてミロクの手により復活。究極宮ボイドにてギャラクシー渡辺を捕食し、究極のバトスピを手にするとミロクを裏切り、彼をも吸収。巨大な姿へと変貌し、宇宙を呑み込まんとしている。その後のバトルでは吸収した者のカードを操り、バトル中にミロクやルキノス、デネボラの姿に変わることが出来る。
その目的は自分が宇宙全てを飲み込み、宇宙そのものとなってあらゆる孤独をなくすことだった。しかし、レイに敗北したことで諦め、ルキノス・デネボラと共に異次元の宇宙へ帰還した。

#### 銀河七将
暁のバジーラ
声 - 稲田徹
所有アルティメット：アルティメット・デスペラード
銀河七将のボス。紫色の髪の男。好物は漬物。話し方が古風で、本人は「御前」と呼ばれることを好み、一人称は「わらわ」。レイの名前を間違えて呼んでいたが、バトルの中で彼を認めた後は正しく呼んでいた。粗暴な者が多いギルドの中では潔い性格で部下には寛大だが、漬物石のために惑星ジャグーチの命の綱である青い取っ手を奪うなどどこかズレたところもある。紫デッキの使い手で自身のバトルをフルコースに例える。宇宙船のモチーフは北斗七星。
銀河七将唯一のアルティメット使いでレイを最も苦戦させたが敗北。敗北を潔く受け入れ、銀河七将を解散させ自身は物欲を捨て銀河へ自分磨きの旅に出た。
その後、ギルドの追手をかわしながら野菜惑星で漬物作りを営んでいたが、裏切り者としてギルドに追われており、ハンソ郎とのバトルに敗北、デッキを奪われる。それ以降は漬物屋を営んでいたが、記憶を失ったハンソ郎と再会。ネイクスによる宇宙崩壊の危機が始まったことで、宇宙を救うべくハンソ郎や駆け付けたザード達と共に「銀河八将」を再結成し人々の手助けに尽力した。最終決戦後は銀河七将と共に漬物屋を営み、傍らに「U・ガイ・アスラ」をかざっている。
不屈のザード
声 - 矢部雅史
所有Xレア：凶神獣カオス・ペガサロス、 黒蟲魔王ディアボリカ・マンティス、光牙鳳凰レックウマル、闇竜ダーク・ティラノザウラー
眼鏡をかけ、宇宙服を着た男。 黄と緑の混合デッキの使い手。惑星アイスキューブのアルティメットクリスタルを狙う挑戦者123人に連勝した実力者にして銀河七将のNo.2。冷静沈着で、アルティメットを扱うレイの出自に興味を持っている。七将のNo.2でバジーラに尽くしてきた。
銀河七将解散後バジーラを見限り、レイのアルティメットを強奪し新たな七将のボスとなることを目論むも、不正を許さないキリガとのバトルに敗北。彼がアルティメットを狙っていたのも今までの七将の戦いを見てきて、アルティメットが無ければ自分に勝ち目がない事を自覚していたようである。
その後、「ジャスティスカップ」に出場。レイと堂々とバトルをするが敗北。その際、レイからは「マジダチ」と認められ清々しい表情をしていた。
邪眼のアルメイダ
声 - 田中一成
所有Xレア：黒蟲魔王ディアボリカ・マンティス
テンガロンハットをかぶった西部劇風の色黒の小男。【連鎖】の【神速】デッキを使いこなす。
惑星ガンロックのある町を支配していたが、銀河三羽がらすの口車に乗せられてレイと対戦。彼がアルティメット使いであることに動揺しそのまま敗北。町から退去した。
ゴリ押しのゴーイン
声 - 杉野田ぬき
所有Xレア：魔界七将アスモディオス
シルクハットをかぶり口髭を生やした太めの中年男。紫デッキを使う。異名の通り強引な性格で決め台詞は「ゴーイングマイウェイ」。
惑星ガンロックのクリスタル鉱山で人々を強制労働させていたが、レイに敗北し、人々を解放した。
烈風のゲダム
声 - 石川ひろあき
ネズミのような付け耳と、亀の甲羅のようなものを背負った小男。普段はバジーラの側で仕えている。白のデッキの使い手。
霧雨のポロック
声 - 菅原雅芳
眼鏡をかけ口元にフードをまいた小男。バジーラをして「強い」と言わしめる実力者だったが、ゼロにはあっさり敗北した。
冷や飯のクルーゲ
屈強な体に海賊の下っ端のような服装をした無口な男。ゼロに挑むも敗北。第三階層の海洋惑星の出身者。

### 宇宙海賊エリス
宇宙船「ヴィーナス号」で宇宙を駆ける女性のみで構成された宇宙海賊。構成員は30人ほど。海賊と言っても活動は主に人助けである。ヴィーナス号のモチーフは「天使の乗る船」。
明の明星のエリス（あけのほしのエリス）
声 - 堀江由衣
所有アルティメット：アルティメット・ヴァリエル、聖龍皇アルティメット・セイバー、アルティメット・ショコドラ
クエスターの間では知らぬ者無しの女宇宙海賊。義侠心に溢れ、悪党のみを狙う事から、ライラのようなファンも多い。バトルの腕もレイと互角。彼女の父親はエイプリル姉弟の祖父のライバルであった。美しい外見のため、惚れられることも多いが本人の台詞を借りるなら「宇宙が恋人」で「宇宙では男は茶番」。
異次元の侵略者の出現に伴い、究極三龍神の使い手の一人に選ばれ、自身の三龍神を得るべく行動を開始する中、ショコラと出会うも子供らしく奔放な行動をとる彼女には少々悩まされている。裏12宮ブレイヴの出現に伴い現われたガス状星雲で「聖龍皇アルティメット・セイバー」を入手。その場に現れたルキノスとのバトルではU・セイバーを使いこなし勝利し、認められレイやキリガと同じく究極シンボルをその身体に宿した。
最初に組んだデッキはペンタンデッキであり、ライラとバトルした際にはその思い入れから彼女の使うペンタン達を破壊出来ずにいた。また、現在の価値観はデイヴィットから大きな影響を受けており、幼い頃は「宇宙と結婚する」と豪語していた。
彼女のバトルフォームはウェディングドレスや天使、天女など、女性らしいものからデザインされている。また、赤エリスのものには「聖龍皇アルティメット・セイバー」のモチーフも取り入れられている。服装やデッキケースに紫があるのは当初、歴代ヒロイン同様彼女が紫を使う予定があったため。
ショコラ
声 - 藤田咲
エリス一行がとある惑星で出会った黄色のちびドラゴン。性別は女性。自分のことを「レディ」だと言いながらもお菓子や人形遊びを好む子供らしい性格。首にピンクのリボンを巻いており、リボンが付いたハート形の箱のようなものを腰に付けている。星雲を吹き飛ばせる膨大な肺活量を持つ。羽の生えた卵から、エリスがルキノスに敗北時に光り、孵って登場した。彼女を当初「ママ」と呼んでいた。バトル時には「ショコドラ」というカードへ変身する。後に「U・ショコドラ」へと進化した。
ガルボ
声 - 白石涼子
所有Xレア：光牙鳳凰レックウマル
エリスの部下の宇宙海賊。お嬢様口調で話す。
マレーネ
声 - 福原香織
所有Xレア：刀の覇王ムサシード・アシュライガー
一人称が「おら」、語尾が「〜べ」と東北訛りが特徴の少女。ヴィーナス号の操舵を務める天才操舵手。10人兄妹の末っ子であったためカードを集めるのも大変だったらしい。
ガルボとマレーネのバトルフォームは黄色デッキを使う際のエリスのそれの色違い。これは作画監督の石川てつやの努力によるもの。

### 第一階層

#### 惑星ジャグーチ
トーノ
声 - 渡辺明乃
所有Xレア：獅機龍神ストライクヴルム・レオ
レイの友人。マリンスポーツで有名な惑星ジャグーチの王子。頭に皿を載せたカッパのような姿をしている。好物はキュウリをいれたソーダ。惑星アイスキューブでは15人抜きをする実力者。彼もまたマジカルのファンである。
惑星ジャグーチの命である青取っ手をバトルに負けて銀河七将に奪われ、勝つためにアルティメットを入手しようと惑星アイスキューブに訪れていた。レイのおかげで取っ手を取り返し、故郷に帰還した。

#### 惑星グリーンスムージー
大地のマリポーザ
声 - 加藤英美里
所有Xレア：光牙鳳凰レックウマル
惑星グリーンスムージーの野生の王国でモブボンバーを率いている女性。露出度の高い服装が特徴。「〜するの」「〜ですの」という口調が特徴。暗黒神ボンバーを信仰していたが、「U・キングタウロス」を手にしたレイを本物の神であると思い直した。ノーパン。
暗黒神ボンバー
声 - 檜山修之
所有Xレア：蒼穹の覇王カーン・ウルフ
惑星グリーンスムージーの野生の王国で神と崇められた存在。爆弾を思わせる肩当をした作業着のような服装にサングラスを掛けたゴリラの姿をしている。宇宙空間でも活動可能。
バナーナ
声 - 新井里美
ボンバーの通訳を担当する小鳥。普段はボンバーの肩当の中にいる。
モブボンバー
声 - 菅原雅芳（A）、森山和輝（B）
惑星グリーンスムージーに生息する服を着たゴリラのような生物。ボンバーによく似ている。

### 第二階層

#### 惑星アサクサ
カネアリ
声 - 茶風林
惑星アサクサの富豪。窃盗、詐欺、恐喝などのあくどい手段で儲けてきた男。マジカルの「ファーストリボン」を手に入れるが、レイとエリス達に取り返され、本人は現地の警察に逮捕された。

#### サルガッソー宙域
海賊船COWCOW号
嘗てソルトが駆け出しのコックの頃、料理ロボットを務めていた船。ソルトが料理修行のためにCOWCOW号を去った後、お宝を求めて宇宙を旅していた。その道中、「船の墓場」にお宝があるという噂を聞きつけ、紫のアルティメットクリスタルを発見・入手する。しかし、そのクリスタルの中に眠っていた「U・ベルゼビート」に呪いを受け、幽霊のように半透明な姿になってしまっていた（彼らと初めて対面した、ソルト以外の「一番星号」のメンバーはすぐにヨシたちの「異変」に気づくが、本人達はレイ達に遅れて気づいたソルトに指摘されるまで、自分達の身に起きている「異変」に気づいていなかった）。
ヨシ
声 - 善し（COWCOW）
船長。バトルでは「金牛龍神ドラゴニック・タウラス」を使う。レイが「U・ベルゼビート」に主と認められ、カードを手に入れたことで呪いが解け、タダと共に元の姿に戻った。
タダ
声 - 多田健二（COWCOW）
航海士。バトルでは「サーベカウラス」を使う。

サルガッソー魔神
声 - 松岡美佳
サルガッソー宙域の元凶。元々は皿洗いロボであったが仕えていた貧しい科学者が恋人に贈ろうとしていた指輪を紛失してしまい、自暴自棄となって全てを吸い込む「サルガッソー魔神」に姿を変えていた。レイを捕えようとバトルをするが、彼によって失っていた指輪を発見し、再び宇宙の旅に出た。

#### アマテラス学園
学園長
声 - 早見沙織
シスターの姿をしている。学園に寄付をしてくれるキリガに感謝している。
ファーリー
声 - 芹澤優
キリガの友人の娘。父はすでに亡くなっており、アマテラス学園で暮らしている。キリガに思いを寄せている。後に学校の春休みを利用して、キリガの記憶に関係するとされる父の遺品のアルバムを見せるためにサマンサとともキリガの元を訪ね、以後キリガと行動を共にしていたが、キリガ達トレジャー号の面々の第四階層突入の際、安全のためキリガの提案でハンソ郎によってアマテラス学園へと送られた。外見に似合わず宇宙空手3段というギャップがある。
サマンサ
声 - 久保田未夢
ファーリーの友達。爆弾検定3級と船舶検定3級、床磨き5級、スパイ2級の持ち主。

#### 惑星ブルーストーン
青ひげ
声 - 真殿光昭
アルティメット科の医者。氷の食べ過ぎで変身しぎるようになったレイを治療した。しかし治療と称して驚かすだけなど、ヤブ医者の様子。
守護神バートラム
声 - 菅原雅芳（A）、林大地（B）、宇垣秀成（C）
どんな病気をも治すという「病払いの長尺」（見た目はハリセン）を守護する神殿の守り神達。それぞれバトスピクイズを出題し、正解出来なかった者を石に変えてきた。
コン・トーン
声 - 西村知道
アルティメットがあるという混沌の神殿の守り神。ムゲンに言わせれば「ガイド音声」。
鏡のゼロ
声 - 遊佐浩二
アルティメットを授ける試練で呼び出されたゼロの虚像。それぞれのゼロの姿を模り、バトルを挑むが、アルティメットを使わず、その元となっているスピリットで繰り出していた。

#### 惑星図書館
プラトーネ
声 - 白熊寛嗣
所有Xレア：戦輝神ゼルドナーグ
5兆冊もの惑星図書館の中で、「裏銀河文書」を何千年も守ってきた守護者。
「気持ちの良いバトルが出来た」としてキリガのことを認めた。

#### 惑星カチドニア
アリンス親分、テレンス親分
声 - 麻生智久（アリンス親分）、杉野田ぬき（テレンス親分）
アリンス家とテレンス家の親分で、両家は争っていたが、レイとキリガのバトル後、和解した。

### 第三階層

#### 秘境惑星
ド演歌のドンゴロス
声 - チョー
所有Xレア：戦輝神ゼルドナーグ
売れない演歌歌手であり、人気となってチヤホヤされながら金持ちになるのが夢。銀河バトスピ法を利用して売れない自分のCDを無理矢理他人に買わせていた。
ゴン・ハーン
声 - 北沢力
惑星トヤーマの薬売り。秘境惑星での薬売りの最中、ソルトとムゲンにどつかれて、薬を求めてきたレイ達に販売を拒否。薬をかけてレイとバトルするも敗北。

#### マジカルミステリーミュージアム
館長
声 - 後藤哲夫
マジカルスター咲の大ファンの老人。趣味が高じてマジカルスター咲にまつわる品を集めた博物館を辺境に造った。
ワンワン警部
声 - 落合弘治
マジカルスター咲が大好きな警部。

#### スイスイ彗星
ダルファ
声 - 子安武人
所有Xレア：大天使ララファエル
ファーリーの父。故人。マジカルのファン。黄色デッキの使い手。生前はキリガと師弟かつ友人のような関係であり、彼を打ち負かしたこともある実力者。キリガは彼に憧れており、彼の服装に影響を受けている。レイ・キリガのために彼らがかつて乗っていた宇宙船「トレジャー号」をスイスイ彗星の中に隠していた。
トレジャー号解放のためのプログラムの中に自分を模したプログラムとバトルするよう仕掛けており、キリガとのバトルに敗北し、宇宙船トレジャー号を解放した。

#### 惑星ジャスティス
ジャスティス立花
声 - 立花慎之介
バトスピ界では知らぬ者がいないと言われているカリスマ的人物。普段は惑星ジャスティスで興行を仕切っている。デネボラの依頼を受け「ジャスティスカップ」を主催。宇宙コンパスを優勝賞品に加え、ライラとリクトから返してもらうよう懇願されるが、ギルドがバトスピ法に則って手に入れたものである以上、返して欲しければバトスピで勝たなければならないと断った。
使用する宇宙船は彗星がモチーフ。

### 第四階層

#### 究極宮ボイド
ギャラクシー渡辺
声 - 岸尾だいすけ
究極宮ボイドから宇宙の全てを眺めてきた、「究極のバトスピ」の守護者。
今までのシリーズではギャラクシー渡辺は諏訪部順一が演じてきたが、本作品ではキリガ役を務めているため、「少年突破バシン」でギャラクシー渡辺に似た「ギャラクシーセブン」を演じた岸尾だいすけが演じている。

### アルティメット
一部はレギュラー声優が兼任している。登場時に使い手と会話するが、バトル中話すことは少ない。
アルティメット・ジークフリーデン
声 - 乃村健次
惑星アイスキューブに眠っていたアルティメット。「一番を目指す」ゼロを認め、そのカードとなった。
アルティメット・キングタウロス
声 - 檜山修之
惑星グリーンスムージーに眠っていたアルティメット。非常に好戦的な性格。
アルティメット・グラン・ウォーデン
声 - 安元洋貴
サルガッソー宙域に眠っていたアルティメット。侵入者を排除する冷徹な性格だが、諦めないキリガを認め、彼のカードとなった。
アルティメット・ベルゼビート
声 - 浜田賢二
サルガッソー宙域に眠っていたアルティメット。侵入者を呪い、COWCOW号の面々を幽霊のようにしていたが、レイの思いを認めて彼のカードとなった。
アルティメット・アレクサンダー
声 - 津田健次郎
惑星ブルーストーンの混沌の神殿にいたアルティメット。気難しい性格。彼の前の主（キリガ）と共にかつては活躍していたが、なぜか混沌の神殿においていかれてしまっていた。彼に強い愛着を持っており、当初はレイを新たな主として認めていなかったが、自分の過去を受け入れたレイをひとまずは主と認めた。
惑星カチドニアでのレイとキリガのバトルでキリガと再会。しかし彼には忘れられており、絶望しかけるが、前に進み続ける覚悟を見せてくれたレイを新たな主として認めた。トレジャー号にて記憶を取り戻したキリガの元へ返還された。
アルティメット・リーン
声 - 福山潤
ソルトがマジカルスター咲との共演権を当てた秘境惑星で出会ったアルティメットの1体。物腰が柔らかく礼儀正しい性格。最後まで試練から逃げなかったレイを主と認める。

#### 究極三龍神
アルティメット・ジークヴルム・ノヴァ
声 - 楠大典
究極のバトスピを守護する究極三龍神の一柱。かつて究極のバトスピを狙う異次元からの侵略者との戦いに他のアルティメットと共に立ち向かった。しかし、再びその侵略者が現れた事で、究極のバトスピを守るべく復活し、レイの手に渡った。
アルティメット・サジット・アポロドラゴン
声 - 宮野真守
究極三龍神の一柱。六色星雲に実体化したまま居続けていた。自らの三龍神を探しに来たキリガを攻撃するも、キリガの決意に心動かされ、彼のカードとなった。
聖龍皇アルティメット・セイバー
声 - 甲斐田裕子
究極三龍神の一柱。ルキノスが現れた後に発生した星雲にあるアルティメットクリスタル内部にてエリスを待ち続けていた。彼女の正義感を認めバトル後に究極シンボルを与えている。元となったスピリットは「超覇皇ロード・ドラゴン・セイバー」であるものの女性的な性格。

### その他の人物
マジカルスター咲
声 - 藤田咲
所有Xレア：白蛇帝アルデウス・バイパー
宇宙のアイドル。レイやムゲンも愛飲しているスターダストコーラの宣伝も行っている。彼女が「みんな友達?」と言ったら、それを見ている視聴者は「YES!マジカル!」と言うのが恒例になっている。
デビューしていた際につけていた「ファーストリボン」はファンの間でもかなり価値の高いものとなっており、それを見たムゲンは目の色を変えた。そのリボンのデザインはどこかで見たものとなっている。銀河第三階層で再会した際、閃光のゼロのファンになり、彼に会うためだけの理由でバトルしている。
デイビッド・エイプリル
声 - 広瀬正志
ライラとリクトの祖父。かつては宇宙をまたにかけたカードクエスターであり、かつて「究極のバトスピ」を見つけながらも手に入れることはなかったという。エリスの父とはよきライバルであったとのこと。
リドル
声 - 武虎
所有Xレア：闇竜ダーク・ティラノザウラー
赤の【連鎖】を持つ地竜デッキの使い手。額に十字の傷がある。レイととあるカードをかけてバトルするもあっさりと敗北した。第二階層のとあるカードステーションでレイ達と再開し、彼らに惑星ブルーストーンのアルティメットの情報を伝えた。
爆裂のガルゴル
声 - 竹田雅則
所有Xレア：異海神ディスト・ルクシオン
賞金首の爆弾魔。アマテラス学園にある「絶対なる幻龍神アマテラス・ドラゴン」を狙い、学園に爆弾を仕掛けて脅迫するも、居合わせたキリガとのバトルで敗北。仕掛けた爆弾もサマンサと三羽がらすに無力化され、エリスに捕縛された。
☆ドラ
第4クールのエンディングに登場。ムゲンの故郷のドラゴンの星出身。引っ込み思案なムゲンを学校に引っ張ってくれた明るい女の子。ムゲンよりも先に人間の主人を見つけて星を旅立ったため、彼女を好いていたムゲンはショックでグレてしまった。

## 用語
バトルスピリッツ
銀河バトスピ法
この世界での共通法律。争い事は、バトルスピリッツの勝敗によって全てが決まる。一枚のカードを賭けたものから貴重なものを含むアンティルールなど多岐にわたる。負けた者に対して強制労働や押し売り等の押しつけも合法となり、勝ち目のない人は関わらないようにとその人物が要注意人物にされる事もある。
クリスタル
コアの結晶。中には様々なカードが封印されており、多くのカードバトラーがこれを狙う。時折、アルティメットが封印されているアルティメットクリスタルが存在する。
カード
クリスタルから誕生する。通貨としても用いられる。
究極のバトルスピリッツ
レイやリクト達が探し求める存在。通常は「究極のバトスピ」と略される。その詳細は一切不明であるが、かつてリクトの祖父はそれを見たことがあるという。「宇宙コンパス」「裏銀河文書」によって場所が示されるため、ギルドにも狙われている。
第四階層、究極宮ボイドにてギャラクシー渡辺によって守護されている。手に入れるためにはギャラクシー渡辺によってクリスタルを顕現されること、さらに未完成であるため完成するには「三龍神の力を浴びること」「6色全てを使いこなす者の思いが加わること」が必要。
その力は一度きりではあるが、あらゆることを叶えることが可能である。最終的にキリガの治療に用いられ消失したが、すぐ後に「究極のバトスピ・ネオ」が誕生した様子。

アルティメット
本作品から登場する、スピリット、マジック、ネクサス、ブレイヴに次ぐ第五のカード。スピリットと扱い方はほぼ同じだが、アルティメット独自の様々な特徴を持つ。「スピリット」ではなく「アルティメット」であるため、【呪撃】をはじめとする「スピリットを対象とする効果」は、「アルティメットを効果対象に含んでいる効果」しか通じない。LV3からスタートする。スピリットと同様の召喚手順に加え、カードに記載されている召喚条件を満たさないと召喚できない。アルティメットは全て、6属性の代用にできない独自の金色の究極シンボルを持つ。
アルティメットクリスタルの中に眠り、アルティメット自身から認められなければ入手も使用することもできない。この事により使い手は少ない。基本的に強き者に従い、バトルの勝者のものとなった場合、その者を新たな主とする。
Uトリガー（アルティメット - ）
アルティメットのみが持つ特殊効果。相手のデッキの1枚をトラッシュに置き、そのカードのコストが自身のものより下なら効果を発揮し、これを「ヒット」と呼ぶ。さらにカードのコスト・種類によって追加効果を発揮する「クリティカルヒット」、2回連続でUトリガーを行う【WUトリガー】も存在する。
究極三龍神
究極のバトルスピリッツを守護する三体のアルティメットの総称。いずれも強力な効果を持つのが特徴。

カードクエスター
「究極のバトルスピリッツ」を追い求めるカードバトラーたち。バトルフィールド（デザインイメージは公転）にて、お互いの誇りをかけて戦う。バトルの際はカードの力を借りて変身を行い、それぞれ特徴的なバトルフォーム・ボードを使う。
アルティメット使い
アルティメットを使うカードバトラーのこと。銀河第一階層では珍しい。

ライラのルール
ライラ・エイプリルの行動規範。回が進むごとに彼女によって語られる。
- 第一条「何があっても弟を守る!」（2話）
- 第二条「いつも清潔。綺麗なお部屋!」（2話）
- 第三条「ペンタン王国は不滅よ!」（15話）
- 第五条「トラブル起きたら、バシッとバトスピ!」（1話）
- 第六条「先攻は勝利のコール!」（1話）
- 第八条「朝起きたら、元気におはよう!」（8話）
- 第九条「ペンタンのことならあたしが宇宙で一番!」（20話）
- 第十五条「リゾート来たらリゾートらしく!」（10話）
- 第十八条「食欲は元気のサイン!」（41話）
- 第二十二条「料理をするなら真心こめて!」（32話）
- 第二十六条「起きたことよりこれからのこと!」（45話）
- 第三十条「煮詰まった時には食べ物が一番!」（45話）
- 第三十二条「困ったときは、お助け一番!」（6話）
- 第四十条「レイはほんとに強い!」（35話）
- 第四十五条「カードはいつでも色分け整頓!」（24話）
- 第八十条「つらいことから逃げない!」（37話）
- 第百条「何があっても諦めない!」（48話）

- 第二百三十四条「食べながら別のことやっちゃダメ!」(ドラマCD)

- 第一千十五条「ペンタンデッキには絶対騎士ペンタン!」（15話）
- 第一億条「冒険いつでも出られる準備!」（49話）

宇宙船
カードクエスターたちがそれぞれ自分の船に搭乗する。居住区域も整えられており、クエスター達にとって冒険の間の家ともなる。
一番星号(いちばんぼしごう)
一番星のレイが搭乗する船。五芒星の黄色い船体が特徴。
流星号(りゅうせいごう)
流れ星のキリガが搭乗。流れ星のようにとがった青い船体が特徴。
ヴィーナス号
宇宙海賊エリスとその仲間たちが乗る船。30名ほど搭乗する大型船。
トレジャー号
記憶を失う前のレイやキリガが乗っていた船。ミロクに襲われた記憶を失う前のキリガがダルファに託し、ダルファがスイスイ彗星に隠していた。宇宙船の中央部分に一番星号・流星号・ヴィーナス号を楽々格納できるほど巨大。ネイクスとの決戦でネイクスに近づくためにボロボロとなり、ネイクスとのバトル後に破棄された。

階層（かいそう）
この世界の銀河はあまりに広大であり、それぞれの惑星を通常航行で行き来するのは効率が悪い。そこで各所に点在する居住可能な惑星群を適当な範囲で区分けし、東海道五十三次の様に数字順に並べて目的地を認識しやすくしている。各区分けは「階層」と呼ばれ、それぞれの階層は「ワープポイント」という名の超大型ワープゲート施設を使って行き来している。劇中では現時点で第1階層から第4階層まで確認されており、レイたちは第1階層から順番通りに階層を渡っている。
第1階層
地球が存在し、ギルドの銀河七将が縄張りを張る地域。宇宙の色はピンク色。
惑星ガンロック
クリスタル高山を有する惑星。名物料理は砂漠キノコのピザ。
惑星アイスキューブ
その名の通り、立方体の形をした氷の惑星。ペンタンそっくりの生物が存在している。アルティメットクリスタルが眠っていた。
惑星ジャグーチ
マリンスポーツで有名なリゾート星。星の巨大蛇口から流れる水の水温を、蛇口の青取っ手と赤取っ手で調整することで理想的な水温を実現しているが、取っ手が2つともなくなれば水は出なくなってしまう。
惑星グリーンスムージー
リゾートで有名な惑星。第1ワープポイントの近くにある。しかしレイ達が行ってみたところ、巨大昆虫が多数生息するジャングルの星であった。
ゲートステーション
第1階層と第2階層をつなぐワープポイントが存在する場所。第2階層は第1階層ほど安全ではないため、ここでデッキの完成度を調べられ、合格できなければ通過できない。
第2階層
第1階層のワープポイントであるゲートステーションを通過して到達する場所。宇宙の色は緑色。
惑星ASAKUSA（アサクサ）
芝居小屋・お笑い・ミュージカル劇場などの娯楽施設が多くある和風なエンターテイメント惑星。銀河三羽がらす達はギルドに入る前にこの星で芸人をしており、かつての芸人仲間達も住んでいる。
サルガッソー宙域
名うてのカードクエスターが多数向かうも、誰一人として帰ってこなかった「船の墓場」。その理由は、サルガッソー魔神やアルティメット侵入者を排除・捕縛していたためであった。
惑星ブルーストーン
青き星。「病払いの長尺」を有する神殿や、アルティメットがある混沌の神殿等がある。
惑星カチドニア
元来温暖な気候の惑星だったが、テレンス家とアリンス家の対立後、星を真っ二つにしてそれぞれ高温と極寒の気候になってしまった。レイとキリガのバトル後、惑星は一つに戻り、両家は和解した。
第3階層
宇宙の色は黄色。
惑星カニメデ
蟹が名物の惑星だが、レイ達の到着時には、ルキノスに喰らい尽くされていた。
六色星雲
U・サジット・アポロドラゴンがいた星雲。
海洋惑星
海におおわれた惑星。クリスタルの産地でもあり、クリスタル漁業組合が採掘を仕切っている。ギルド銀河七将が一人「冷や飯のクルーゲ」の故郷でもある。
秘境惑星
緑に覆われた筍型の惑星。「U・リーン」が眠っていた。「食の惑星」と呼ばれるほどグルメで有名。
スイスイ彗星
宇宙の中をすさまじいスピードで駆け巡る彗星。中には宇宙船トレジャー号が隠されている。
惑星ジャスティス
バトスピのカリスマ「ジャスティス立花」が治めるメロンの形をした惑星。大きなドームにてバトスピの大会やマジカルスター咲のコンサートが催される。
第4階層
宇宙の色は水色。
レイが「究極のバトスピ」があるとして向かっている階層。
惑星キサラーム
裏蛇遣い座ネイクスが封印されていた惑星。
究極宮ボイド
究極のバトスピがある場所。ギャラクシー渡辺によって守護されている。入るためには「ゲートオープン界放!」という合言葉が必要。
多くのスピリットたちの像が飾られており、それらは歴代の作品がモチーフとなっている。
入り口では12本のソードブレイヴが来訪者を出迎え、U・セイバーはバトルフィールドに似た場所へエリスを、U・サジット・アポロドラゴンは月明かりの差す神々の砲台へとキリガを、U・ジークヴルム・ノヴァはレイを二体のノヴァが見守り二匹の蝶が舞う薔薇の園へと導いた。そしてギャラクシー渡辺が究極のバトスピを守護する場所へと三龍神が三人を導いた。

ギルド
銀河の最大勢力にして無法者ぞろいの集団。ボスはミロク。粗暴な者が多く、一般人達からは嫌われている。ギルド本部は、宇宙空間をワープすることが可能。カードバトラーとしてはレイも一目置いている。後に宇宙コンパスを手に入れたことでミロクの手によって解散したが、行く宛のないデネボラと三羽がらすは引き続きミロクと行動を共にする。
銀河七将（ぎんがしちしょう）
無法者ぞろいのギルドの中でも最悪とうたわれる七大幹部の総称。全員が名うてのカードバトラー達でもあり、第一階層を縄張りとしている。全員が二つ名の持ち主。レイにバジーラが敗北したことで、バジーラによって解散された。
ゼロには勝てなさそうなインパクトあるキャラクターが特徴。
銀河三羽がらす（ぎんがさんばがらす）
ワタリ・ツルハシ・ハシブトの三人が自称するチーム名。実力はリクト・ライラ程度には余裕で勝てるがレイ（ゼロ）には負け続けるといった程度。生活はバトスピで食いつないでいたが、第16話でキリガにデッキを奪われた事もある。「ジャスティスカップ」編では初戦敗退したワタリを除いて結果を残し、ミロクからは「ある程度成長した」と評価を受け、決勝戦終了後にはレイからも「マジダチ」と呼ばれる様になる。
裏12宮ブレイヴ使いに仕えた際は彼らのモチーフの動物の着ぐるみを着る他、第四階層ではカラスを基調とした新たなコスチュームに身をつつむ。

カードバトルステーション
カードクエスターたちが憩い、仕事の依頼など各種情報を得る文字通りの拠点。店内ではソルトに似た型のロボが軽飲食を振舞っている。飲み物はノンアルコール系しか置いていない。各階層に支店があるが、店内のデザインは全店共通。
服
レイ達登場人物が来ている服は自在に変形することが出来、宇宙服にもなったり水着にもなったりする。
裏銀河文書
読み方は「うらぎんがもんじょ」または「うらぎんがぶんしょ」。過去現在未来までも記されているとされる石板。異次元の侵略者すら呼び寄せるアンテナの働きもする。
裏十二宮ブレイヴ
アルティメットキラーとも言えるブレイヴカード。十二宮星座を逆向きにした星図である。

## スタッフ
- 企画 - サンライズ
- 原作 - 矢立肇
- 監督 - 渡辺正樹
- シリーズ構成 - 冨岡淳広
- キャラクターデザイン - 石川てつや
- スピリットデザイン - 今石進、丸山浩、石垣純哉、ヒラタリョウ、寺島慎也
- メカニックデザイン - やまだたかひろ
- チーフプロデューサー - 片桐千秋→服部保彦（メ〜テレ）、尾崎雅之（サンライズ）
- CGプロデューサー - 柴田英樹
- CGチーフディレクター - 井上喜一郎
- 美術監督 - 小林賢治
- 色彩設計 - 柴田亜紀子
- 撮影監督 - 貞松寿幸
- 編集 - 渡辺直樹
- 音楽 - 瀬川英史
- 音響監督 - 藤野貞義
- 音楽制作 - サンライズ音楽出版、avex entertainment→avex pictures、DIVE II entertainment
- ゲームデザイナー - マイケル・エリオット
- プロデューサー - 太田雅人・西田拓朗→楠千恵子（メ〜テレ）、森田真好（サンライズ）
- 制作 - メ〜テレ、SUNRISE、ADK

## 主題歌
オープニングテーマ
『I Wish』（第1話 - 第25話）
作詞・作曲 - 小川祐弥 / 編曲・歌 - BACKDRAFT SMITHS
最終話ではエンディングとして使用された。
『ZERO』（第26話 - 第48話）
作詞 - KOTOKO / 作曲 - 朝倉紀行 / 編曲 - 久米康嵩 / 歌 - 小林竜之
最終話では挿入歌として使用された。

エンディングテーマ
『ノスタルジア』（第1話 - 第25話）
作詞 - 唐沢美帆 / 作曲・編曲・プロデュース - 加藤裕介 / 歌 - かと*ふく（加藤英美里 & 福原香織）
『徒太陽』（第26話 - 第37話）
作詞 - ACKO / 作曲・編曲 - 永井ルイ / 歌 - i☆Ris
『Endless NOVA』（第38話 - 第48話）
作詞 - 畑亜貴 / 作曲・編曲 - 岩橋星実（Elements Garden） /  歌 - AG7（喜多修平、HIMEKA、佐咲紗花、河野マリナ、鈴木このみ、岡本菜摘、小林竜之）

## 各話リスト
特番などによる放送休止は以下の通り。
- 2013年11月3日…「第45回全日本大学駅伝」中継のため
- 2013年12月29日… 各局別特別番組放送のため[注 3]
- 2014年6月15日…「第114回全米オープンゴルフ 第3日」中継のため
- 2014年8月3日…「林修の今でしょ!講座　朝から学ぶ!夏休み特別生放送SP」（「1日丸ごと夏祭りデー」内）放送のため

| 話数 | タイトル                                      | 脚本           | 絵コンテ                 | 演出         | 作画監督                                            | 総作画監督          | 今週の一番星                             | 放送日         |
| ---- | --------------------------------------------- | -------------- | ------------------------ | ------------ | --------------------------------------------------- | ------------------- | ---------------------------------------- | -------------- |
| 01   | 登場!アルティメットだ一番星!!                 | 冨岡淳広       | 渡辺正樹                 | 渡辺正樹     | 石川てつや                                          | -                   | アルティメット・オーディーン             | 2013年 9月22日 |
| 02   | 究極祭だ!俺は灼熱のゼロ!!                     | 冨岡淳広       | 中島大輔 渡辺正樹        | 中島大輔     | 石田智子                                            | -                   | アルティメット・ジークフリード           | 9月29日        |
| 03   | 荒野の決闘!銀河七将登場!!                     | 神山修一       | 高橋順                   | 高橋順       | 菊池晃                                              | -                   | ムゲンドラ                               | 10月6日        |
| 04   | 守護神来たぜ!俺は白銀のゼロ!!                 | あみやまさはる | 誉田晶子                 | 誉田晶子     | 豊田暁子                                            | -                   | ウィングソルジャー                       | 10月13日       |
| 05   | 氷の星!俺を呼ぶ究極の声は誰だ?                | 山田由香       | 工藤寛顕                 | 工藤寛顕     | 波風立志                                            | -                   | アルティメット・ジークフリード           | 10月20日       |
| 06   | 俺と戦え!デッキの底の熱い奴!!                 | 冨岡淳広       | 池野昭二                 | 池野昭二     | 鈴木幸江                                            | -                   | アルティメット・ジークフリーデン         | 10月27日       |
| 07   | 味わえ!もう一人のアルティメット使い!!         | あみやまさはる | 川崎逸朗                 | 川崎逸朗     | 鍋田香代子                                          | -                   | アルティメット・デスペラード             | 11月10日       |
| 08   | 全宇宙激震!究極対究極!!                       | 神山修一       | 馬引圭                   | 馬引圭       | 長生中 西島加奈                                     | -                   | アルティメット・ジークフリーデン         | 11月17日       |
| 09   | 緑の星!アルティメットだ流れ星!!               | 山田由香       | 古川順康 池野昭二 高橋順 | 政木伸一     | 青山まさのり                                        | -                   | アルティメット・キャッスルゴレム         | 11月24日       |
| 10   | 恐怖の暗黒神ボンバー!?                        | 冨岡淳広       | 中島大輔                 | 中島大輔     | 石田智子                                            | -                   | クォーツ・ゴレム                         | 12月1日        |
| 11   | 争奪戦!新アルティメットは誰の物!?             | あみやまさはる | 高橋順                   | 高橋順       | 菊池晃                                              | -                   | アルティメット・ヴァリエル               | 12月8日        |
| 12   | 決定!?銀河で一番強いヤツ!!                    | 神山修一       | 齋藤昭裕                 | 齋藤昭裕     | 鈴木幸江                                            | -                   | アルティメット・キングタウロス           | 12月15日       |
| 13   | 輝く星!女海賊対一番星!                        | 山田由香       | 誉田晶子                 | 誉田晶子     | 小島彰                                              | -                   | ヴァルト・イエーガー                     | 12月22日       |
| 14   | ムゲン奮闘!狙われたマジカル!!                 | 冨岡淳広       | 馬引圭                   | 馬引圭       | 大浦藍子 小野和寛                                   | -                   | ムゲンドラゴン                           | 2014年 1月5日  |
| 15   | リクト家出!?銀河最大の姉弟ゲンカ!             | あみやまさはる | 工藤寛顕                 | 工藤寛顕     | 波風立志                                            | -                   | 騎士ペンタン                             | 1月12日        |
| 16   | リベンジ!流れ星対一番星!!                     | 神山修一       | 池野昭二                 | 池野昭二     | 中野圭哉 西島加奈                                   | -                   | アルティメット・グラン・ウォーデン       | 1月19日        |
| 17   | 解放せよ!呪われたCOWCOW号!                    | 山田由香       | 中島大輔                 | 中島大輔     | 石田智子                                            | -                   | ムゲンドラゴン                           | 1月26日        |
| 18   | 抜け出せ!恐怖の宇宙船墓場!                    | 竹内利光       | 川崎逸朗                 | 川崎逸朗     | 鍋田香代子                                          | -                   | アルティメット・ベルゼビート             | 2月2日         |
| 19   | キリガの記憶!?謎の少女現わる!                 | 冨岡淳広       | 高橋順                   | 高橋順       | 菊池晃                                              | -                   | アルティメット・グラン・ウォーデン       | 2月9日         |
| 20   | 緊急入院ゼロ!危うしシンボル!                  | あみやまさはる | 馬引圭 渡辺正樹          | 松本マサユキ | 鈴木幸江                                            | -                   | スタードライアン                         | 2月16日        |
| 21   | ゼロが4人!?チャレンジ分身バトル!              | 神山修一       | 誉田晶子                 | 誉田晶子     | 小島彰                                              | -                   | ダークヴルム・ノヴァ・レムナント         | 2月23日        |
| 22   | 最強銀河究極（アルティメット）リクト!え!?     | 山田由香       | 工藤寛顕                 | 工藤寛顕     | 波風立志                                            | -                   | アルティメット・アレクサンダー           | 3月2日         |
| 23   | アルティメット用心棒対決!                     | 竹内利光       | 齋藤昭裕                 | 齋藤昭裕     | 大浦藍子 小野和寛                                   | -                   | アルティメット・ガイ・アスラ             | 3月9日         |
| 24   | 究極超新星!ノヴァ吼える!!                     | 冨岡淳広       | 中島大輔                 | 中島大輔     | 西島加奈                                            | -                   | アルティメット・ガイ・アスラ             | 3月16日        |
| 25   | ゲートを超えろ!ノヴァ対ガイ・アスラ!          | 冨岡淳広       | 馬引圭                   | 馬引圭       | 石田智子                                            | -                   | アルティメット・ジークヴルム・ノヴァ     | 3月23日        |
| 26   | 大激突!究極（アルティメット）対裏12宮ブレイヴ | あみやまさはる | 高橋順                   | 高橋順       | 須永頼太 戸井田珠里 田村里美                        | -                   | 巨蟹星鎧ブレイヴキャンサー               | 3月30日        |
| 27   | エリス危うし!裏12宮ブレイヴ大襲撃!            | 神山修一       | 喜多谷充                 | 喜多谷充     | 鍋田香代子                                          | -                   | ムゲンドラゴン・ノヴァ                   | 4月6日         |
| 28   | 三龍神登場!キリガの新たな力!                  | 山田由香       | 池野昭二                 | 池野昭二     | 菊池晃                                              | -                   | アルティメット・サジット・アポロドラゴン | 4月13日        |
| 29   | 真っ赤なキリガの大反乱!                       | 竹内利光       | 誉田晶子                 | 誉田晶子     | 小島彰                                              | -                   | メテオドライアン                         | 4月20日        |
| 30   | スター登場!閃光のゼロでーす!                  | あみやまさはる | 中島大輔                 | 中島大輔     | 鈴木幸江 石田智子                                   | -                   | アルティメット・リーン                   | 4月27日        |
| 31   | 三体目の赤き龍!シンボル胸に光る時!!           | 冨岡淳広       | 馬引圭                   | 馬引圭       | 大浦藍子 小野和寛                                   | -                   | 聖龍皇アルティメット・セイバー           | 5月4日         |
| 32   | 裏12宮の大スター!?しし座からの挑戦!!          | 神山修一       | 工藤寛顕                 | 工藤寛顕     | 波風立志                                            | -                   | 獅子星鎧レオブレイヴ                     | 5月11日        |
| 33   | さよなら ライラ                               | 山田由香       | 高橋順                   | 高橋順       | 西島加奈                                            | -                   | 聖龍皇アルティメット・セイバー           | 5月18日        |
| 34   | 最強銀河名探偵リクト え!?                     | 竹内利光       | 齋藤昭裕                 | 齋藤昭裕     | 服部憲知 沼津雅人                                   | 石川てつや 鈴木幸江 | アルティメット・リーン                   | 5月25日        |
| 35   | 彗星突撃!究極大発見!                          | 冨岡淳広       | 喜多谷充                 | 喜多谷充     | 鍋田香代子                                          | -                   | アルティメット・サジット・アポロドラゴン | 6月1日         |
| 36   | 暴走ムゲン!?ご意見無用、一番星                | あみやまさはる | 中島大輔                 | 中島大輔     | 菊池晃                                              | -                   | ムゲンドラゴン・ノヴァ                   | 6月8日         |
| 37   | 頂点を目指せ!ジャスティスカップ開幕           | 神山修一       | 渡辺正樹 誉田晶子        | 馬引圭       | 石田智子                                            | -                   | ノイジーレイヴン                         | 6月22日        |
| 38   | 大激戦!愛と友情の三羽がらす!!                 | 竹内利光       | 誉田晶子                 | 誉田晶子     | 小島彰                                              | -                   | ジャングルクロウデーモン                 | 6月29日        |
| 39   | うわあ!俺の相棒がこんなことに!?               | 山田由香       | 工藤寛顕                 | 工藤寛顕     | 波風立志                                            | -                   | アルティメット・ムゲンドラゴン           | 7月6日         |
| 40   | 全知全能のミロク!                             | あみやまさはる | 池野昭二                 | 池野昭二     | 鈴木幸江                                            | -                   | 極覇龍アルティメット・ヤマト             | 7月13日        |
| 41   | 銀河最大の激突!俺対オレ様!!                   | 冨岡淳広       | 高橋順                   | 高橋順       | 大浦藍子                                            | -                   | アルティメット・ムゲンドラゴン           | 7月20日        |
| 42   | ミロクの本気?悪夢のデッキが笑う!              | 竹内利光       | 中島大輔                 | 中島大輔     | 西島加奈                                            | -                   | アルティメット・ムゲンドラゴン           | 7月27日        |
| 43   | しのびよる恐怖!蛇遣い座がくる!!               | 神山修一       | 喜多谷充                 | 喜多谷充     | 鍋田香代子                                          | -                   | アルティメット・ドライアン               | 8月10日        |
| 44   | 最凶バトル!ネイクス出現!!                     | 山田由香       | 菱田正和                 | 菱田正和     | 菊池晃                                              | -                   | キャンサード・リバース                   | 8月17日        |
| 45   | 大出現!究極のバトスピ!!                       | 冨岡淳広       | 齋藤昭裕 高橋順          | 齋藤昭裕     | 石田智子                                            | -                   | アルティメット・ドライアン               | 8月24日        |
| 46   | 底知れぬ闇!ネイクス大暴走!!                   | あみやまさはる | 誉田晶子                 | 誉田晶子     | 小島彰                                              | -                   | アルティメット・ショコドラ               | 8月31日        |
| 47   | 流れ星、瞬いて!キリガ友情のバトル!            | 竹内利光       | 工藤寛顕                 | 工藤寛顕     | 水口桂                                              | -                   | ストライクヴルム・レオ・リバース         | 9月7日         |
| 48   | 一番星のレイ、それは究極のゼロ!!              | 冨岡淳広       | 中島大輔                 | 中島大輔     | 鈴木幸江                                            | -                   | ゴシック・グラーヴ                       | 9月14日        |
| 49   | みんな一番!アルティメットなマジダチだ!!       | 冨岡淳広       | 渡辺正樹                 | 渡辺正樹     | 鈴木幸江 菊池晃 西島加奈 石田智子 小島彰 石川てつや | 石川てつや          |                                          | 9月21日        |

## 放送局
| 放送地域 | 放送局                                 | 放送期間                       | 放送日時         | 放送系列            | 備考             |
| -------- | -------------------------------------- | ------------------------------ | ---------------- | ------------------- | ---------------- |
| 日本全域 | メ〜テレ製作・テレビ朝日系列24局ネット | 2013年9月29日 - 2014年9月21日  | 日曜 7:00 - 7:30 | テレビ朝日系列      |                  |
| 日本全域 | アニマックス                           | 2014年11月10日 - 2015年1月22日 | 平日 6:30 - 7:00 | アニメ専門BS/CS放送 | リピート放送あり |

## ドラマCD（DVD-BOX特典）
『最強銀河 究極ゼロ～バトルスピリッツ～』DVD-BOX特典。
監督および一部声優が同じことを利用して、「バトルスピリッツ 覇王」・「バトルスピリッツ ソードアイズ」のキャラクターと「究極ゼロ」のキャラクターが交流する様子を描く。

### ストーリー
究極のバトスピネオを求めて宇宙を旅するレイ達。旅の最中、SOS信号を受け取り、キリガやエリスと共に駆けつけるとそこにはスイーツメイツの支配を目論むキマリの姿が…。

### ドラマCDの主な登場人物
最強銀河究極ゼロより登場
一番星のレイ
事態を解決するため、究極シンボルを使って6人のゼロの意識を呼び出す。
流れ星のキリガ
珍しく川柳をイアンから字余りとツッコまれている。
明の明星のエリス
露出度が多い格好をはじめてツッコまれるが本人曰く「宇宙ではこれが普通」らしい。

覇王より登場
巽キマリ
棚志財団の技術を使って時空を超え、リボン型の飛行艇に乗って襲来。スイーツメイツの支配を目論む。本人いわく「世界征服を終えて宇宙征服を狙う」とのこと。相変わらずナレーターと会話する他、死語も使う。
棚志テガマル
キマリを止めるために来るが、キリガを認めたりソルトのピザを絶賛してスカウトしようとした。事業家としての一面を多く見せる。

ソードアイズより登場
ブリンガー
ソラ・リュウヨウの改造により、次元を超える力を搭載。
キザクラ・ククリ
スイーツメイツ社長。
ハガクレ・シドー
レイが究極シンボルの力を使って6人のゼロを呼び出すさまを見て分身の術と勘違い。彼に惚れこんでマジダチとなる。
ハクア・エストック
スイーツメイツ大番頭。

## 漫画版
『最強銀河 究極ゼロ バトルスピリッツ』
最強ジャンプ2013年9月～2015年1月号連載。作画：一式まさと、原作：矢立肇、全3巻。隔月刊移行後の2014年11月号・2015年1月号には単行本未収録の特別編を掲載。